# Caro Trischler
Caroline Alice „Caro“ Trischler (* 1995 in Karlsruhe) ist eine deutsche Jazz- und Soulmusikerin (Gesang, Gitarre, Songwriting).

## Leben und Wirken
Trischler erhielt bereits mit fünf Jahren Klavierunterricht an der Jugendmusikschule in Bretten. Als Jugendliche begeisterte sie sich für das Singen und brachte sich selbst das Gitarrespielen bei, um in einigen Bands zu singen und zu spielen. Mit 17 Jahren nahm sie an der dritten Staffel der Castingshow The Voice of Germany teil, wo sie im Halbfinale ausschied. Nach der anschließenden Deutschland-Tour studierte sie von 2014 bis zum Abschluss 2019 an der Hochschule für Musik Mainz Jazzgesang. Von 2018 bis 2020 war sie Mitglied im Bundesjazzorchester.
Trischler tourte mehrfach mit dem Ali Neander Organ Quartet, mit dem sie auch das Album Jazz:Songs aufnahm. Zu ihrer eigenen Band gehörten Ulf Kleiner, Jean-Philippe Wadle und Max Jentzen. Im Frühjahr 2020 erschien ihr erstes Album North e Sul, das im Duo mit Ulf Kleiner entstand. 2025 folgte ihr zweites Album When You Know You Know bei Klangraum Records, das überwiegend eigene Songs zwischen Jazz, Soul, Country und brasilianischer Musik enthält. Weiterhin tourte sie mit dem Trio Sebastian Sternal/Larry Grenadier/Jonas Burgwinkel und ist auf Alben von De-Phazz, Julian Camargo, Patrick Wieland (The Soul Provisions), dem Absinto Orkestra und Christoph Neuhaus zu hören.